# Билингс (Монтана)
Билингс (на английски: Billings) е най-големият град по население в щата Монтана, САЩ. Има 103 206 жители (прибл. оценка 2007 г.) в сравнение с 89 847 през 2000 година и е с обща площ от 106 км² (41 мили²). Градът е разположен в южно-централната част на щата и е най-големият град в радиус от 560 км. Билингс е 60-ият най-бързо растящ град измежду 259-те града в САЩ, което е дало името на града – Магическият град.
Градът е основан през 1872 г. като железопътна гара и получава статут на град през 1882 г. Билингс е кръстен на Фредерик Билингс – президент на Северната тихоокеанска железница. Намира се в окръг Йелоустоун и е в близост до едноименния национален парк. Според списание BestLife, красивият град и живописната природа около града са направили Билингс третият най-добър град в САЩ за отглеждане на семейство.
Битката при Литъл Бигхорн е проведена в близост до града.

## Икономика
Билингс се е превърнал в индустриалния център на щата Монтана. Едни от най-важните индустрии в града са промишленост, нефтопреработка и машиностроене.

## Побратимени градове
- Билингс, Германия
- Кемерово, Русия
- Кумамото, Япония
- Панджин, Китай